# Schloss Kostelec nad Orlicí

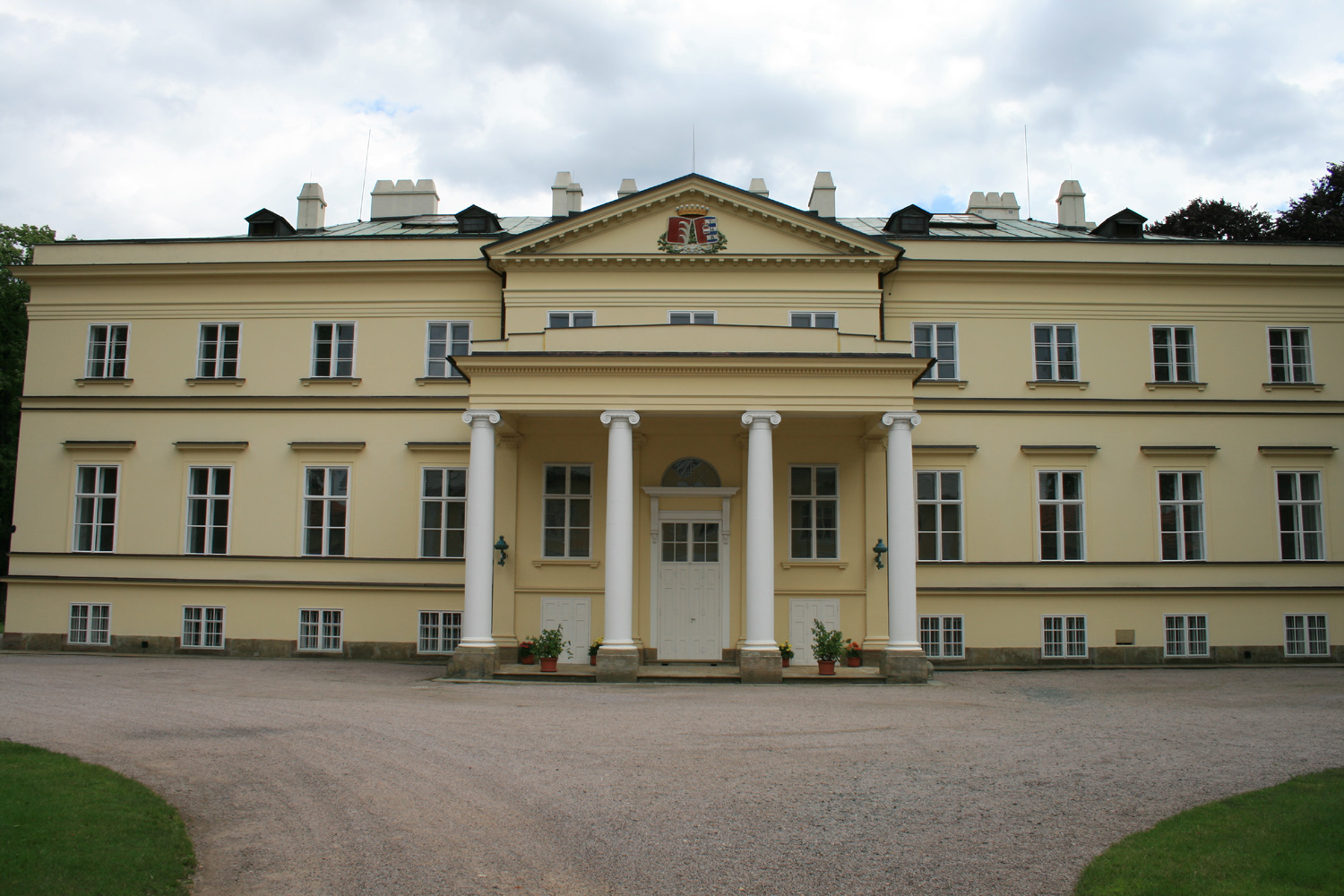
Neues Schloss Adlerkosteletz (Bezirk Reichenau an der Knieschna)

Das Schloss Kostelec nad Orlicí (tschechisch: Nový zámek) liegt in der Stadt Kostelec nad Orlicí in Tschechien. Der Empire-Bau entstand in den Jahren 1829–1833 nach Plänen des Wiener Architekten Heinrich Koch.
Nachdem die Herrschaft Kostelec 1812 in den Besitz der Familie Kinsky gekommen war, ließ Graf Josef Kinsky am Rande der Stadt am Ufer der Wilden Adler ein repräsentatives Anwesen errichten. Zur Unterscheidung von dem älteren, bereits vor Ort befindlichen Barockschloss erhielt das Gebäude den Namen Nový zámek (Neues Schloss). Es ist ein einstöckiger, rechteckiger Bau mit Souterrain und erhöhtem Erdgeschoss. Die Vorder- und Rückfront werden durch je elf, die Seiten durch fünf Fensterachsen gegliedert. Ein Mittelrisalit umfasst auf beiden Seiten je drei Fensterachsen. Ihm sind Portici mit je vier Säulen vorgelagert. Das Erdgeschoss beherbergte die Repräsentationsräume, der erste Stock war für Wohnzwecke eingerichtet. Im Souterrain befindet sich unter anderem die Schlosskapelle.
Zum Anwesen gehört ein 42 Hektar großes Gelände im Stil eines Englischen Landschaftsparks mit ausgedehntem Alpinum, dessen Anlage ebenfalls in das frühe 19. Jahrhundert datiert. Der Park ist wegen seiner vielen exotischen Bäume bekannt. Unter anderem stehen hier Tulpenbäume, Trompetenbäume, Platanen, Roteichen, Amerikanische Ahorne und Kanadische Hemlocktannen. Die Ökosysteme, die sich hier im Lauf der letzten 200 Jahre im Verbund mit den fremdländischen Gehölzen entwickelt haben, gelten als so wertvoll, dass ein großer Teil des Geländes 1995 zum Naturreservat Kostelecký zámecký park erklärt wurde.
Das Schloss war bis 1945 Wohnsitz der Familie Kinsky. Während der kommunistischen Zeit war nach 1948 in dem Gebäude ein Forschungsinstitut für Schweinezucht untergebracht. Nach der Revolution wurde es 1997 restituiert. Das Schlossgebäude kann besichtigt werden. Der Park ist öffentlich zugänglich.

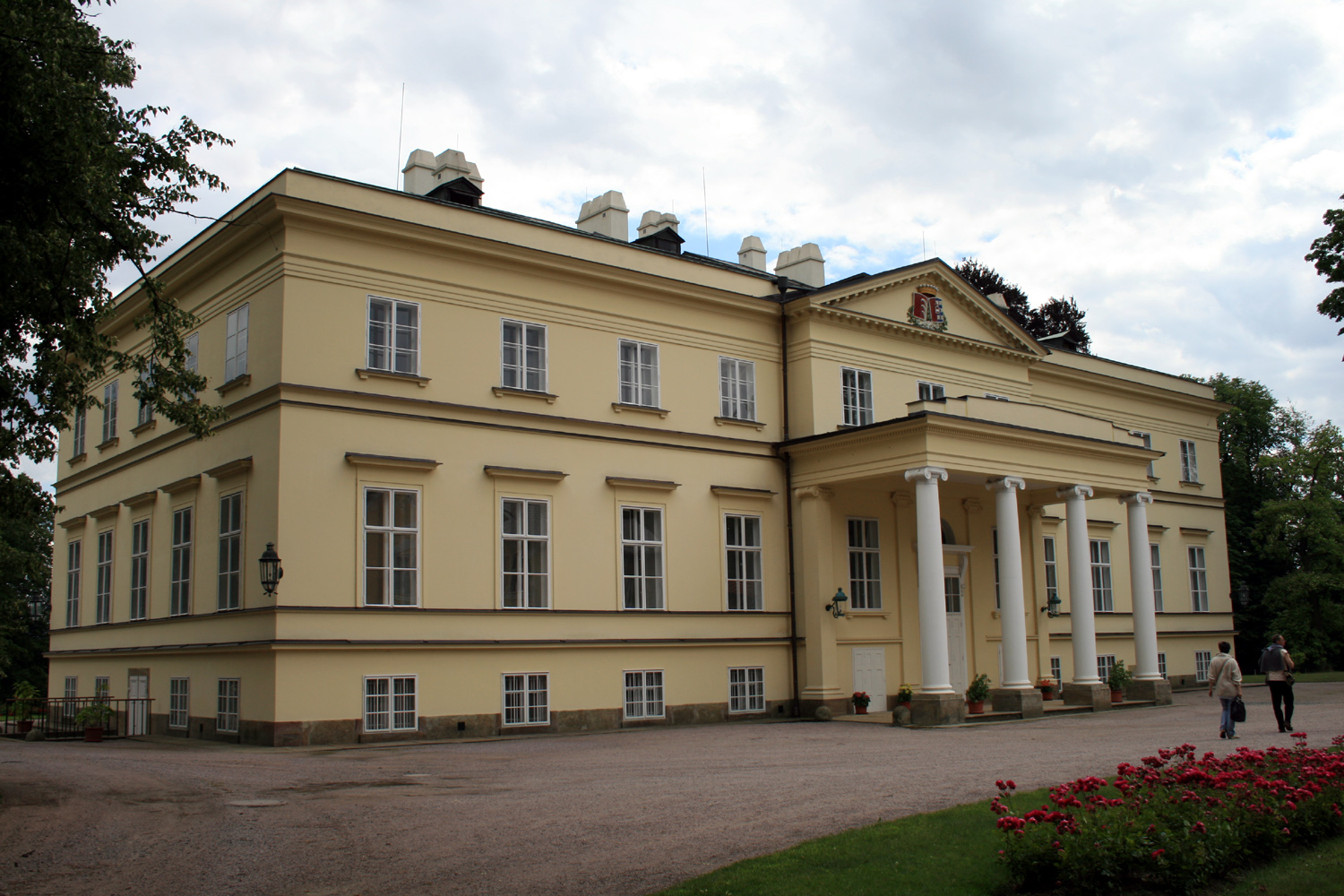
Schlossgebäude
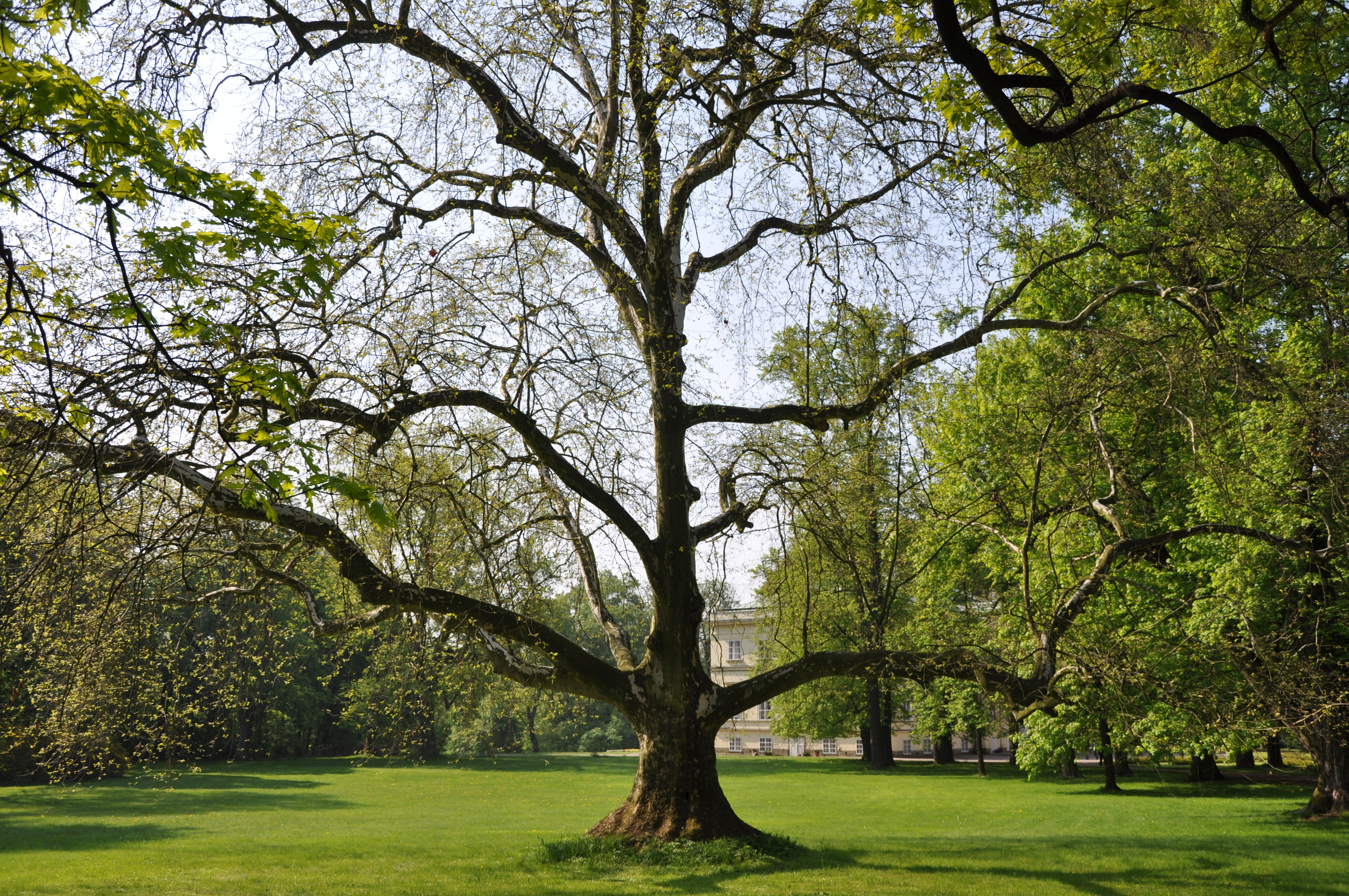
Schlosspark
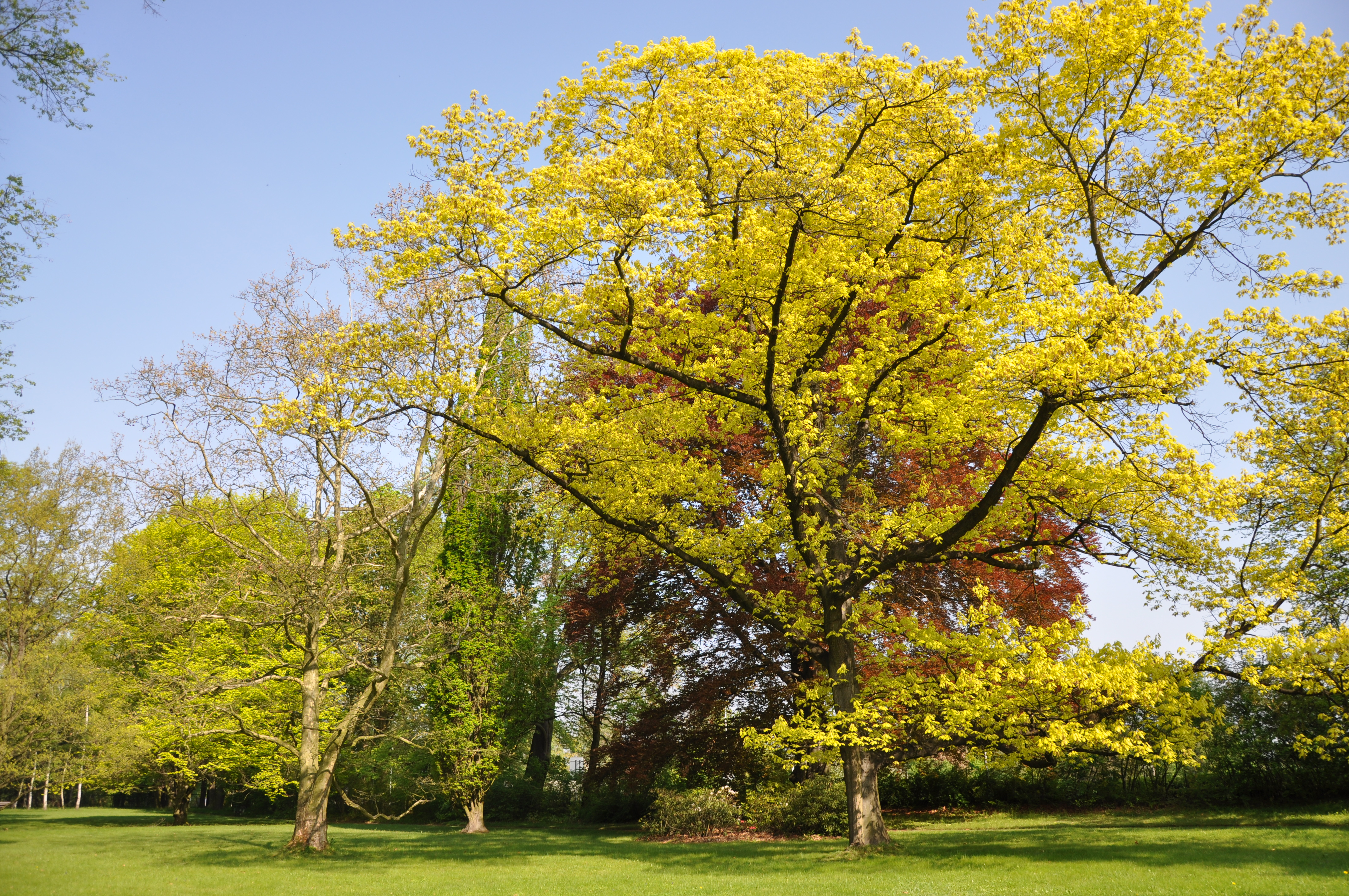
Schlosspark